# Anelaphus extinctus
Anelaphus extinctus är en skalbaggsart som först beskrevs av Henry Frederick Wickham 1914.  Anelaphus extinctus ingår i släktet Anelaphus och familjen långhorningar. Inga underarter finns listade i Catalogue of Life.